# Jan Arntzenius
Pour les articles homonymes, voir Arntzenius.
 (mars 2020).
Si vous disposez d'ouvrages ou d'articles de référence ou si vous connaissez des sites web de qualité traitant du thème abordé ici, merci de compléter l'article en donnant les références utiles à sa vérifiabilité et en les liant à la section « Notes et références ».
Jan Anrtzenius (1702-1759) est un érudit néerlandais.

## Biographie
Né à Wesel, il est professeur d'histoire et d'éloquence à l'athénée de Nimègue (1728), et occupe en 1742 la chaire de Burmann à Franeker. 
On a de lui des éditions d'Aurelius Victor (Amsterdam, 1733), du Panégyrique de Trajan par Pline (1738), de celui de Pacatus (1753) et quelques ouvrages originaux, entre autres un curieux traité De lutta habitabili (1726).
Il est le frère d'Otto Arntzenius, et le père de Jan Hendrick Arntzenius, qui a donné Sedulius (1761), Arator (1769) et les Panegyrici veteres (Utrecht, 1790).